# Kreuz München-Ost
Kreuz München-Ost is een knooppunt in de Duitse deelstaat Beieren.
Op dit klaverbladknooppunt ten oosten van de stad München kruist de A99 de ringweg van München de A94 München-Pastetten.

## Geografie
Het knooppunt ligt op het grondgebied van zowel de gemeente Vaterstetten als van Feldkirchen.
Het knooppunt ligt zowel in het Landkreis Ebersberg als het Landkreis München gelegen.
Het knooppunt ligt ongeveer 10 km ten oosten van het stadscentrum van München en ongeveer 150 km ten westen van Passau. De A 94 zal de verbinding gaan vormen tussen beide steden.

## Geschiedenis
Het knooppunt was gereed in 1977 toen hier de op een nieuw tracé gereed gekomen B12 de A99 kruist die reeds in 1973 reeds gereed was gekomen. Tot het moment dat de B12/A94 werd doorgetrokken naar Forstinning
Van oktober 2009 tot en met oktober 2013 werd de A94 uitgebouwd met rangeerbanen waarbij de reeds bestaande twee baans afrit vanuit het noorden van de stad werd verlegd om een betere aansluiting op de parallelstructuur te krijgen en de doorstroming naar de afrit Feldkirchen-Ost te verbeteren.

## Configuratie
Schema van het knooppunt met de afrit Feldkirchen-Ost ten westen ervan.

## Knooppunt
Het is een klaverbladknooppunt met rangeerbanen.

## Rijstroken
Nabij het knooppunt heeft de A 99 2x3 rijstroken en de A 94 heeft 2x2 rijstroken.
Alleen de verbindingsweg A99-noord>A94-west heeft twee rijstroken, alle andere verbindingswegen in het knooppunt hebben één rijstrook.
Bij het knooppunt is een verkeersregelinstallatie geïnstalleerd.

## Bijzonderheid
Het knooppunt vormt op de A94 een gecombineerde afrit met de afrit Feldkirchen-Ost.

## Toekomst
In de toekomst zal de A99 verbreed gaan worden naar 2x4 rijstroken. Ook de A94 zal dan later verbreed worden naar 2x3 rijstroken.
Omdat men rekening houdt met een toename van verkeer zijn er op de A99 reeds tijdelijke parallelrijbanen aangelegd. De werkzaamheden aan de das an der A 94 im „weiteren Bedarf“ eingestuft.

## Verkeersintensiteiten
Degelijks passeren ongeveer 280.000 voertuigen het knooppunt.
| Van            | Naar                            | Gemiddeld aantal voertuigen per dag | Percentage vrachtverkeer |
| -------------- | ------------------------------- | ----------------------------------- | ------------------------ |
| AK München-Ost | AS Feldkirchen-Ost (A 94)       | 56.300                              | 6,0 %                    |
| AK München-Ost | AS Parsdorf (A 94)              | 52.700                              | 9,6 %                    |
| AK München-Ost | AS Kirchheim bei München (A 99) | 115.700                             | 14,5 %                   |
| AK München-Ost | AS Haar (A 99)                  | 88.600                              | 11,6 %                   |

## Richtingen knooppunt
| Aansluitende wegen | Aansluitende wegen         | Aansluitende wegen                                       | Aansluitende wegen | Aansluitende wegen |
| ------------------ | -------------------------- | -------------------------------------------------------- | ------------------ | ------------------ |
|                    |                            | richting A9 Luchthaven München / Neurenberg A8 Stuttgart |                    |                    |
|                    |                            |                                                          |                    |                    |
| richting München   | richting Mühldorf / Passau |                                                          |                    |                    |
|                    |                            |                                                          |                    |                    |
|                    |                            | richting Haar A8 Innsbruck / Salzburg (A)(I)             |                    |                    |